# Граужис, Олег Александрович
Оле́г Алекса́ндрович Гра́ужис (16 сентября 1944 года, Киев — 28 января 2018, там же) — архитектор, народный архитектор Украины (2005). Лауреат Государственной премии Украины в области архитектуры (2003). Член-корреспондент Академии строительства Украины. Действительный член Академии архитектуры Украины. Действительный член ICOMOS. Член Попечительского совета заповедника «София Киевская». Главный архитектор Киевского национального НИИПИ Укрреставрация.

## Биография
О. Граужис родился 16 сентября 1944 года в Киеве. В 1971 году окончил Киевский инженерно-строительный институт. С этого же года стал работать архитектором, а с 1980 года — руководитель мастерской «Укрпроектреставрация».

## Награды
- Орден «За заслуги» III степени (1997)
- Народный архитектор Украины (2005)
- Лауреат Государственной премии Украины в области архитектуры (2003)
- Орден украинской Православной Церкви «Рождество Христово»
- Орден Святого Архистратига
- Отличие Президента Украины

## Проекты
- Реставрация Успенского собора Пресвятой Богородицы Киево-Печерской лавры[1].